# Miami Arena
Die Miami Arena war eine Multifunktionsarena in der US-amerikanischen Stadt Miami im Bundesstaat Florida.

## Geschichte

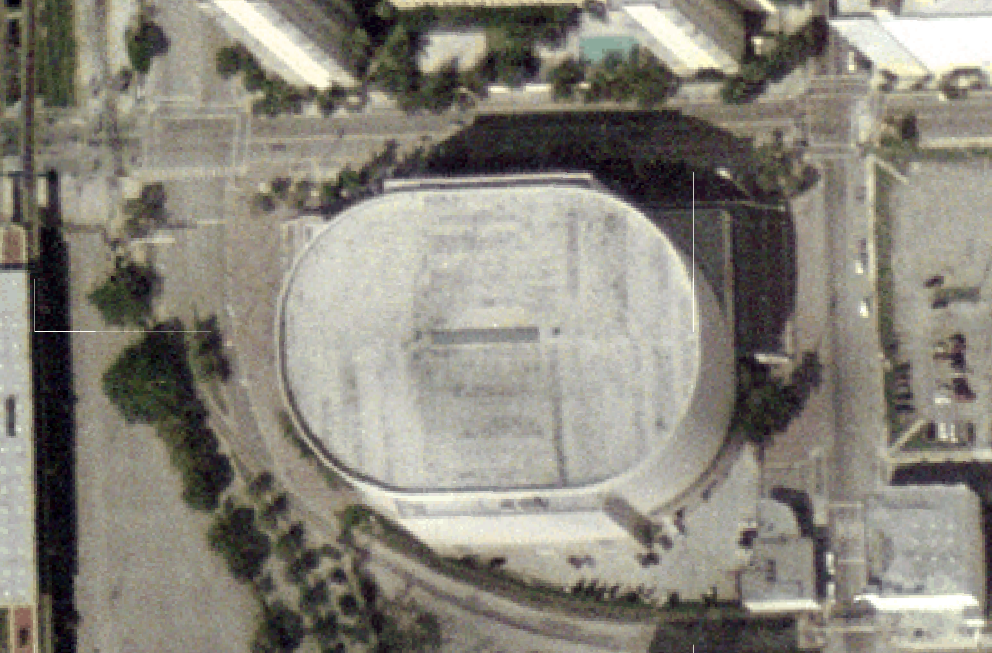
Satellitenbild der Miami Arena

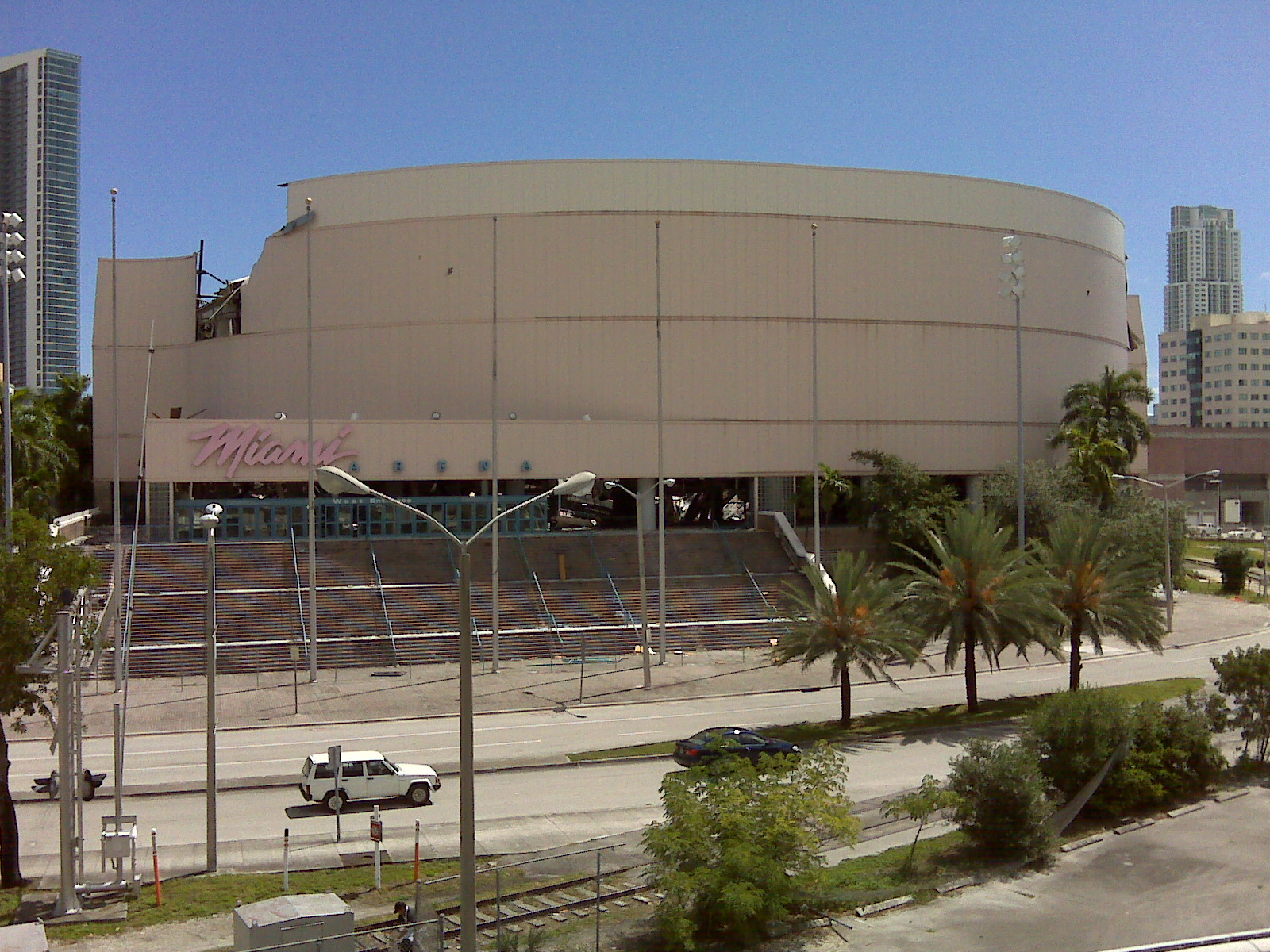
Die Miami Arena zwei Tage nach der Sprengung des Hallendaches

Nach Baukosten von 52,5 Mio. US-Dollar wurde die Miami Arena im Juli 1988 eingeweiht. Sie ersetzte das Hollywood Sportatorium von 1970, das 1988 geschlossen und nach dem Abriss 1993 durch einen Supermarkt ersetzt wurde. 
Die Miami Arena war von 1988 bis 1999 Heimat des NBA-Franchise der Miami Heat, dann zogen sie in die American Airlines Arena um. Ebenso ansässig war von 1993 bis 1998 das NHL-Franchise der Florida Panthers und die College-Basketball-Mannschaft der Miami Hurricanes (NCAA) der University of Miami. Von 1998 bis 1999 trugen die Miami Matadors (ECHL) ihre Eishockey-Spiele in der Mehrzweckarena aus. Kurz waren auch die Miami Hooters (AFL) von 1993 bis 1995, die Miami Manatees (WHA2, 2003–2004) sowie die Miami Morays (NIFL) in der Miami Arena beheimatet. Das erste NHL-Spiel der Florida Panthers in der Arena fand am 12. Oktober 1993 gegen die Pittsburgh Penguins (1:2) statt. 
Zu den wichtigsten Veranstaltungen in der Arena zählen u. a. das NBA All-Star Game 1990, der Royal Rumble der WWF im Jahr 1991. 1996 erreichten die Florida Panthers die NHL-Finalspiele um den Stanley Cup, verloren aber die Finalserie mit 0:4 gegen die Colorado Avalanche. Die Heiligabend-Wrestling-Veranstaltung Monday Night Raw der WWE mit u. a. mit The Rock war 2001 hier zu Gast.
Ende der 1990er Jahre entsprach die Miami Arena nicht mehr den Ansprüchen der Heimmannschaften an Komfort und Ausstattung. Im Januar 2000 zogen die Miami Heat in die American Airlines Arena, drei Häuserblöcke östlich der Miami Arena, um. Zuvor waren schon die Florida Panthers 1998 nach Sunrise, Florida in das BankAtlantic Center abgewandert. Die meisten der Konzerte fanden jetzt in den neuen, größeren und komfortableren Arenen statt. Seitdem stand die Miami Arena größtenteils leer. In einer Auktion ersteigerte der Investor Glenn Straub (Arena Ventures, LLC.) das Gebäude für 28 Mio. US-Dollar von der Stadt. Die Miami Arena mit ihrer rosafarbenen Außenfassade wurde damals als The Pink Elephant (deutsch Der Rosa Elefant) bezeichnet in Bezug auf den Weißen Elefant.
In einem Fernseh-Interview kündigte Besitzer Straub im August 2008 an, dass die Innenausstattung der Halle geräumt und dann das Gebäude abgerissen werde. Die Stadt schlug das Gelände der Arena als Standort für den Miami Ballpark, das neue Baseballstadion der Miami Marlins, vor. Der Baseball-Club war jedoch dagegen, so tauschte man den Besitz zweier Grundstücke. Straub erhielt das Gelände des ehemaligen Orange Bowl Stadium; dort wird nun die ca. 515 Mio. US-Dollar teure, neue Heimat der Marlins errichtet. Am 21. September 2008 wurde das Dach der leeren Mehrzweckarena gesprengt und die Überreste abgerissen.

## Konzerte
Am 13. Juli 1988 gab Julio Iglesias das Eröffnungskonzert in der Miami Arena.
- 1988: Grateful Dead, AC/DC, Robert Plant, Elton John, Gloria Estefan and The Miami Sound Machine
- 1989: Bon Jovi, Duran Duran, Poison, Tesla, Elton John, Grateful Dead, Ratt, KIX, Great White
- 1990: Eric Clapton, David Bowie, Depeche Mode, Mr. Big, The B-52’s, Billy Joel, Aerosmith, KISS, Fleetwood Mac, Joan Jett, Judas Priest, Robert Plant, Testament, Janet Jackson, Megadeth, Billy Idol, Faith No More, Whitesnake, Mötley Crüe, Rush, Nitzer Ebb, Raging Slab
- 1991: Sting, INXS, Scorpions, AC/DC, Whitney Houston, Alice in Chains, Van Halen, Yes, Neil Young & Crazy Horse, Gloria Estefan and The Miami Sound Machine, David Lee Roth, Queensrÿche
- 1992: U2, The Cure, Metallica, Bryan Adams, KISS, Rush, Metal Church, Céline Dion, Pixies, Primus, Cranes
- 1993: Bon Jovi, Depeche Mode, Tina Turner, The The, Def Leppard, Mariah Carey
- 1994: Meat Loaf, Phil Collins, Aerosmith, Sting, Marilyn Manson, Nine Inch Nails, Janet Jackson, Grateful Dead, Rush
- 1995: Van Halen, Page & Plant, Bon Jovi,
- 1996: AC/DC, KISS, The Cure, Garth Brooks, Gloria Estefan and The Miami Sound Machine
- 1997: Metallica, Prince
- 1998: Depeche Mode, Backstreet Boys, Stabbing Westward, Page & Plant
- 2000: Nine Inch Nails, Shakira, blink-182, Bad Religion
- 2002: Maná, Luis Miguel